# Ligne Dorsale

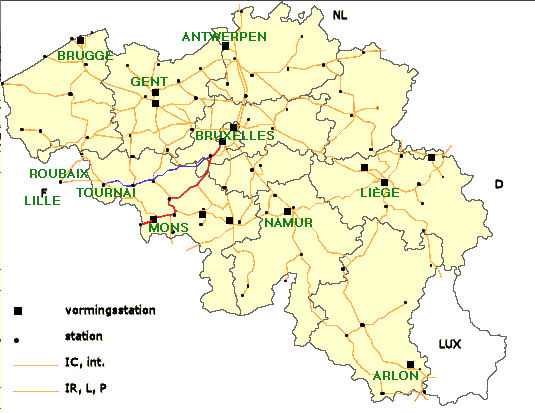
Ligne Dorsale und Strecke nach Tournai im heutigen belgischen Eisenbahnnetz

Die Ligne du Midi (Südbahn) oder Ligne Dorsale ist eine historische Bahnstrecke in Belgien, die von Brüssel südwestwärts über Mons (Bergen) nach Quiévrain nahe der französischen Grenze führt. Der Name Ligne Dorsale bedeutet Rückenlinie; hauptsächlich verläuft die Strecke über die Höhen zwischen den Flussgebieten von Schelde und Sambre. 
Die Strecke wurde 1840 bis 1842 von der staatlichen belgische Bahngesellschaft Chemin de fer de l'État gebaut. Die Ligne Dorsale wurde in Etappen fertiggestellt, im Mai 1840 von der Brüsseler Gare du Midi bis Tubize, im Oktober bis Jurbise und am 19. Dezember 1841 bis Mons. Das letzte Stück bis Quiévrain ging am 17. August 1842 in Betrieb. Quiévrain wurde am 14. November 1842 durch eine französische Linie mit Valenciennes verbunden. Dreieinhalb Jahre später, am 16. Juni 1846 von der Strecke Paris–Lille abzweigend, wurde die südliche Anbindung Valenciennes' in Betrieb genommen und damit die Bahnverbindung von Paris nach Brüssel geschaffen. Seit 1964 ist diese Route zwischen Quiévrain und Valenciennes unterbrochen. Daher wird der Hauptverkehr auf der heutigen Bahnstrecke Brüssel–Quévy ab Mons anders geführt. Möglicherweise wird allerdings in den nächsten Jahren die Stadtbahn von Valenciennes eine Linie zum Bahnhof Quiévrain eröffnen.
In Jurbise wurde 1847 von einer englischen Gesellschaft eine Strecke nach Tournai angeschlossen. Von Jurbise bis Maffle war sie schon am 29. September 1847 fertig, der zweite Abschnitt musste durch die Befestigungsanlagen von Ath geführt werden, was die Fertigstellung bis zum 11. November 1848 hinauszögerte.